# Conférence de Rome (1917)
Pour les articles homonymes, voir Conférence de Rome.
 (signalé en juin 2025).
Si vous disposez d'ouvrages ou d'articles de référence ou si vous connaissez des sites web de qualité traitant du thème abordé ici, merci de compléter l'article en donnant les références utiles à sa vérifiabilité et en les liant à la section « Notes et références ».
- Archive Wikiwix
- Bing
- Cairn
- DuckDuckGo
- E. Universalis
- Gallica
- Google
- G. Books
- G. News
- G. Scholar
- Persée
- Qwant
- (zh) Baidu
- (ru) Yandex
- (wd) trouver des œuvres sur Wikidata

 (juin 2025).
La conférence de Rome ou la Consulta est une réunion interalliée qui s'est tenue, pendant la Première Guerre mondiale, dans la ville de Rome, en Italie, du 6 au 7 janvier 1917, pour discuter de la situation de la Grèce.
Alors que l'Entente s'attend à une attaque allemande dans les Balkans au printemps, et malgré les différends franco-britanniques qui subsistent après l'échec d'une première conférence réunie à Londres fin décembre 1916, les Alliés parviennent à trouver un accord minimal et décident que désormais Tarente serait adoptée comme base de ravitaillement. Cette décision permet ainsi une diminution des besoins de fret dans la guerre navale, alors que la guerre sous-marine à outrance allait être engagée.

## Les parties
- Italie : Sidney Sonnino comme ministre des affaires étrangères du gouvernement Salandra et Luigi Cadorna comme chef d'état-major de l'armée italienne.
- France : Lyautey comme ministre de la guerre, Aristide Briand comme premier ministre, Philippe Berthelot comme diplomate, Sarrail comme généralissime des forces Alliées en Orient et son ambassadeur Camille Barrère.
- Royaume-Uni : Lloyd George comme premier ministre et William Robertson.
- Russie : le général Fiodor Palitsyne.

## Contexte
Elle se réunit pour évoquer le front et la situation politico-militaire en Grèce après l'affaire des Vêpres grecques et le Schisme National.
Les Alliés se trouvent immobilisés dans leurs actions sur le front de l'Expédition de Salonique, la Triplice au nord, le gouvernement provisoire à Salonique, dans l'Épire et  la Thessalie au centre, une zone neutre à contrôler militairement et le gouvernement royaliste au sud.
Llyod George vient, depuis le 11 décembre 1916 de prendre le poste de premier ministre du Royaume-Uni.

## Thème
Quelle sera l'action Alliée sur le front de Salonique?
Elle se fit en deux parties :
une partie politique qui réunit les représentants des gouvernements et qui convoquent les représentants de la partie militaire.
En effet la question récurrente est : comment faire basculer la Grèce dans le camp des Alliés ? 
Un coup d'état réalisé par Elefthérios Venizélos et le soutien militaire et politique des Alliés qui ainsi feraient basculer le pays du côté des Alliés.
Continuer à essayer d'amadouer le gouvernement grec de Constantin Ier de Grèce qui tergiverse et demande beaucoup avant de donner une aide militaire ? Des démarches (militaires) et des proclamations dans la presse, l'inertie de l'administration (chemins de fer, contrôles sur les routes, réquisitions de nourriture) montrent, par endroits (la Crête et Salonique mis à part), gênent et inquiètent les Alliés en Grèce.
Se retirer militairement du pays ? C'est le point de vue soutenu par les Anglais, qui voudraient favoriser le front de Palestine et refusent d'envoyer des renforts à Salonique; par les Italiens qui voudraient avoir les mains libres pour établir leur vues sur la Dalmatie et l'Albanie, ils refusent aussi tout envoi de renforts militaires.

## Conclusion
Tout est évoqué mais rien n'est vraiment tranché.
Le front de Salonique est maintenu, par égard aux promesses avec la Serbie, mais sans réel renforts. L'armée serbe est appelée à monter en puissance et en implication, elle est équipée, en grande partie, par la France (uniformes, casque Adrian, canons...). La France a mis un point d'honneur à ce que toutes les forces militaires soient effectivement sous le commandement du général Sarrail, ses troupes étaient sous commandement unique du chef anglais aux Dardanelles la réciproque doit être vraie.
Sur le point politique, et surtout des revendications territoriales, rien n'est tranché entre le Pacte de Londres et les Accords de Saint-Jean-de-Maurienne qui en seront la continuité et le montrerons.
Trop de tensions car trop de revendications et pas de chef qui impulse une vue unifiée ?

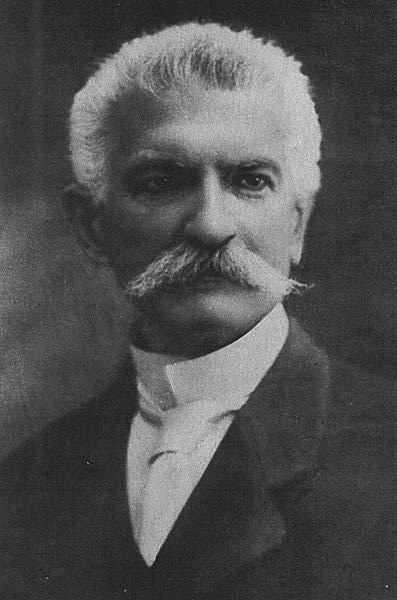
Sidney Sonnino.
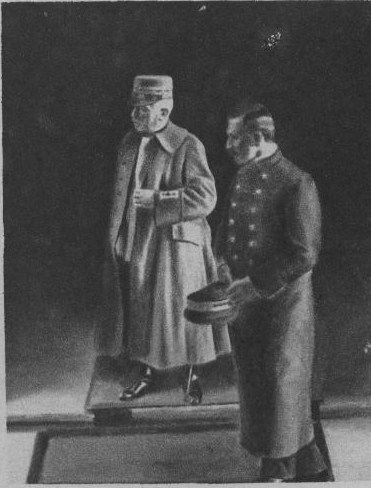
Le général Cadorna.
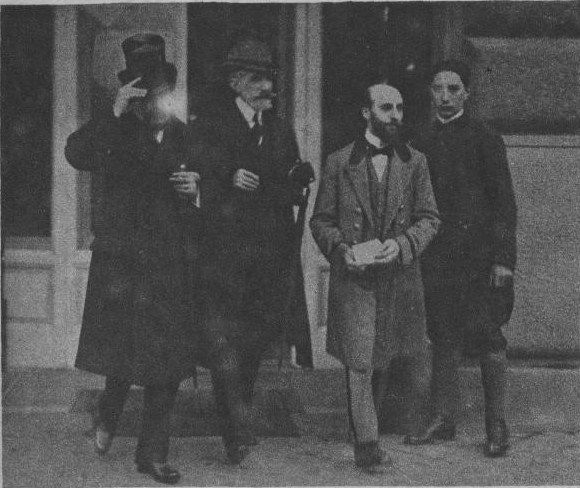
Aristide Briand et Camille Barrère.
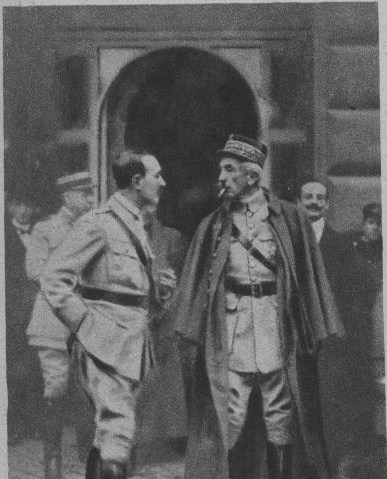
Lyautey ministre de la guerre.
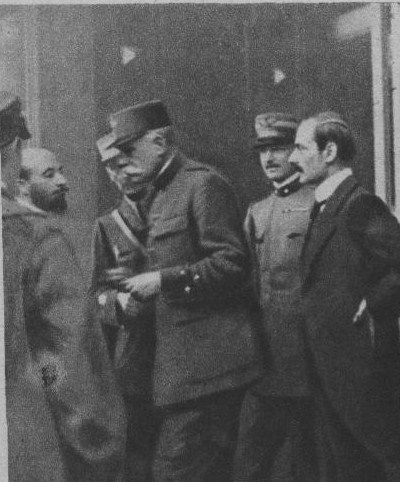
Le général Sarrail.
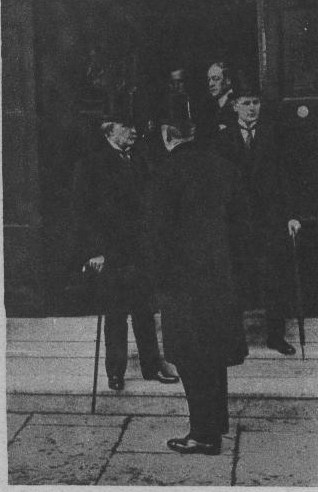
Llyod George à la Consulta.
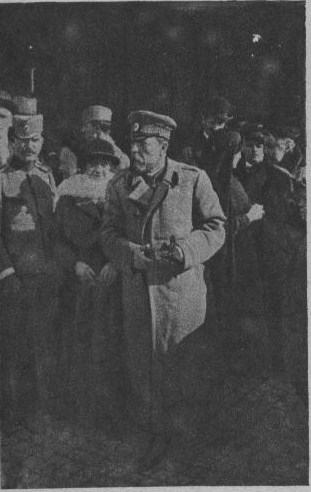
Le général Palitzin.
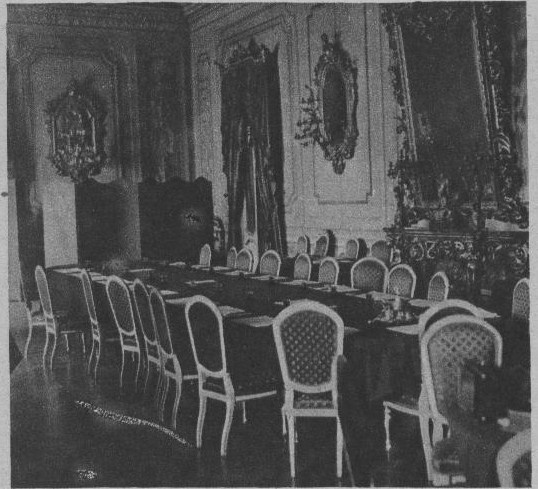
Le salon rouge où eut lieu la Consulta.